# Oncopsis arizona
Oncopsis arizona är en insektsart som beskrevs av Hamilton 1983. Oncopsis arizona ingår i släktet Oncopsis och familjen dvärgstritar. Inga underarter finns listade i Catalogue of Life.